# Комбинированное распыление
Комбинированное распыление — это метод нанесения лакокрасочных покрытий, известный за рубежом как метод Airmix, Aircoat, Mistless, Duo, AA-технология и др., является комбинацией двух методов распыления: безвоздушного и пневматического.
Сущность комбинированного распыления заключается в том, что лакокрасочный материал вытесняется с относительно большой скоростью за счет сравнительно высокого гидравлического давления — 3,0-5,0 МПа (30-50 атм.) из эллиптического отверстия сопла окрасочного пистолета, подобного безвоздушному. При таком давлении на выходе из сопла образуется резко очерченный факел предварительно раздробленного материала.
Для дальнейшего распыления и формирования факела в него из специальных каналов распылительной головки, установленной соосно распыляющему соплу, подается регулируемое количество сжатого воздуха под давлением 0,1-0,2 МПа (1,0-2,0 атм.). Под воздействием струи воздуха крупные капли лакокрасочного материала дополнительно дробятся и равномерно распределяются по ширине факела, ликвидируя при этом различного рода «кромочные» дефекты, которые могут возникать при безвоздушном распылении.
Подаваемый в небольших объемах в факел предварительно раздробленного окрасочного материала сжатый воздух низкого давления не приводит к образованию красочного тумана, а наоборот способствует более полному осаждению мелких частиц окрасочного материала, которые за счет торможения в воздушной среде и потери скорости не долетели бы до окрашиваемой поверхности.
Метод комбинированного распыления используется в авиастроении, деревообработке, мебельной промышленности и др.

## Преимущества метода
По сравнению с пневматическим распылением:
- резкое снижение потерь лакокрасочного материала на туманообразование и, как следствие улучшение санитарно-гигиенических условий работы;
- возможность работы при менее мощной вентиляции, так как удалять необходимо в основном только пары растворителей с небольшим количеством воздуха.

По сравнению с безвоздушным распылением:
- комбинированное распыление повышает качество получаемого покрытия — не ниже 3 класса по ГОСТ 9.032-74.
- возможность изменять давление на материал и в небольших пределах увеличивать или уменьшать расход материала
- возможность изменять форму факела даже при одном и том же сопле.

## Недостатки метода
К недостаткам метода комбинированного распыления можно отнести:
- ограниченность его применения для нанесения окрасочного материала с легко выпадающими в осадок пигментами и наполнителями;
- ограниченность использования метода при окраске с частой сменой вида или цвета наносимого окрасочного материала, при окраске с минимальной производительностью или размерами факела распыляемого окрасочного материала, при нанесении малого объема окрасочного материала;
- трудность применения метода для окраски изделий особой сложной конфигурации.